# Oncocnemis occata
Oncocnemis occata là một loài bướm đêm trong họ Noctuidae.